# نصیرناگر
نصیرناگر (به لاتین: Nasirnagar) یک منطقهٔ مسکونی در بنگلادش است که در ناحیه برهمن‌بریه واقع شده‌است. نصیرناگر ۳۱۱٫۶۶ کیلومتر مربع مساحت و ۲۳۴٬۰۹۰ نفر جمعیت دارد.